# Caen Basket Calvados
El Caen Basket Calvados (CBC) es un equipo de baloncesto francés con sede en la ciudad de Caen, que compite en la Pro B, la segunda división de su país. Disputa sus partidos en el Palais des sports de Caen, con capacidad para 4.200 espectadores.

## Historia

### Los inicios
El Caen Basket Club (CBC) fue fundado en 1959 como la antigua sección de baloncesto del Stade Malherbe Caen. Esta sección se disolvió en septiembre de 1959 y más del 80 % de la sección se unió al nuevo club, lo que le permitió al club mantener a los jugadores y a la junta directiva. Los partidos en casa se jugaban en el Palais des sports de Caen (3.000 asientos). El inicio del club fue prometedor a pesar de los irregulares resultados: terminaron terceros en la Nationale 1A (1ª división del baloncesto francés) en 1960, antes de descender en 1964 y 1969, para luego volver a ascender en 1965 y 1970, proclamándose campeón de la Nationale 2 (2ª división del baloncesto francés) en ambas ocasiones.

### Época dorada
En la década de los 70s, el CBC estuvo en todo su apogeo, participando por primera vez en la Copa Korać en 1971. El CBC fue poco a poco entrando en la élite del baloncesto francés. De 1976 a 1979, bajo la presidencia de Guy Chambily, el club terminó en lo más alto de la Nationale 1A, en particular, disputando dos finales contra el ASVEL Lyon-Villeurbanne y el Sporting Club Moderne en 1977 y 1979 respectivamente, ambas perdidas. En 1978, el club llegó incluso a las semifinales de la Recopa de Europa, donde fueron derrotados por el todopoderoso equipo italiano del Sinudyne Bologna.

### Años difíciles
Sin embargo, a finales de los 80, el CBC pasó una mala racha. Cambiaron su nombre a Caen Basket Calvados en 1982, pero poco después bajaron a la Nationale 2 (al término de la temporada 1988-1989). Tras varios intentos fallidos de ascenso a la Nationale 1A, en 1997 el CBC quedó en 16.ª posición en la Pro B debido principalmente a los problemas financieros. Como consecuencia de estos problemas, el club bajó a la Nationale 4 (6ª división del baloncesto francés).

### Reconstrucción del club
Tras empezar de cero, el CBC se reconstruyó y ascendió a la Nationale 3 (5ª división del baloncesto francés) en 1998 y luego a la NM2 (4ª división del baloncesto francés) en 1999, división en al que permanecieron durante más de una década. Apoyado desde 2013 por el internacional francés, Nicolas Batum, el club fichó a Hervé Coudray como entrenador del equipo en mayo de 2013, con la ambición de devolver al club a la élite del baloncesto francés. Después de una temporada 2013-2014 marcada por un claro dominio del CBC en su grupo de la NM2 (solo 1 derrota en 26 partidos), el equipo perdió en  play-offs con un tiro sobre la bocina, anulando sus opciones de ascenso NM1 (3ª división del baloncesto francés). En la temporada 2014-2015, el equipo sí pudo ascender a la NM1, tras llegar a la final de los play-offs de ascenso y derrotar por 115-88 al Avenir Berck Basket Rang du Fliers-Opale Sud, para proclamarse campeón de la NM2.

### Consolidación en la NM1
En la temporada 2015-2016 (la 1ª de la historia del club en la NM1), el CBC finalizó 6º en la temporada regular y por tanto se clasificó para los play-offs de ascenso a la Pro B. Tras eliminar al Union Tarbes-Lourdes Pyrénées Basket en cuartos de final y clasificarse para la Final Four de la NM1, el CBC perdió en semifinales contra el Saint-Vallier Basket Drôme. El estadounidense Bill Clark fue elegido Mejor alero de la temporada. Para la temporada 2016-2017, la plantilla del equipo dio un salto de calidad, ya que el club fichó a Richie Gordon, elegido Mejor jugador de la NM1 2015-2016. Tras un inicio dubitativo, el CBC se recuperó (ayudado por las contrataciones de Justas Sinica y Ludovic Chelle) encadenó 13 victorias consecutivas. El CBC se proclamó campeón de la NM1 en la jornada 31, obteniendo el ascenso directo a la Pro B, con un balance de 27 victorias y 7 derrotas. Además, el club se llevó otros dos galardones: Hervé Coudray fue elegido Mejor entrenador de la temporada y B.J. Monteiro Mejor alero de la temporada.

### Ascenso a la Pro B
La 1ª temporada del CBC en la Pro B (2017-2018) comenzó de manera ideal, ganando 5 sus 6 primeros partidos, pero tras esto se estancó y tuvo problemas para volver a ganar partidos, terminando 14º con un balance de 12 victorias y 22 derrotas. La temporada 2018-2019 fue una continuación de la anterior, el CBC no logró asentarse en la Pro B y descendió al final de temporada con un balance de 8 victorias y 26 derrotas. La temporada 2019-2020 fue la del regreso del club a la NM1, una NM1 muy cambiada, ya que rediseñó el sistema de competición. El CBC quedó 5º de su grupo, lo que le clasificaba para los play-offs de ascenso a la Pro B, pero debido a las restricciones por la Pandemia de COVID-19 se anularon play-offs de ascenso. En la siguiente temporada (2020-2021), el equipo acabó la temporada regular con un balance de 23 victorias y sólo 3 derrotas, pero fue insuficiente para lograr el ascenso, ya que quedaron 2º, a una sola victoria del 1º, el Saint-Vallier Basket Drôme.

### Años de transición en la NM1
En la temporada 2021-2022, el equipo hizo una muy buena 1ª fase, finalizando 2º del Grupo A. Sin embargo, los malos resultados frente a sus rivales directos. colocaron al equipo en el último lugar (10º) al comienzo de la 2ª fase, donde sólo pudieron adelantar una posición, finalizando 9º. En los octavos de final de los play-offs de ascenso Pro B, el CBC perdió el primer partido frente al LyonSo, pero luego ganó cómodamente los dos siguientes en casa, por 96-72 y 97-63. En cuartos de final, el equipo logró la hazaña de derrotar en dos partidos al Poitiers Basket 86, clasificándose para semifinales, donde le esperaba el Stade rochelais Rupella, equipo que venía con una racha impresionante, tras ganar 17 de sus últimos 18 partidos. En un Palais des sports de Caen abarrotado, el equipo ganó el primer partido por 81-76, pero perdió el segundo en la La Rochelle por 78-71. El tercer partido (disputado también en La Rochelle) se decidió en el último segundo para el Stade rochelais Rupella por 74-72, gracias a una canasta sobre la bocina de Gaëtan Clerc, exjugador del CBC. La temporada 2022-2023 fue un calco de la anterior en todos los sentidos, el CBC acabó subcampeón de su grupo en la 1ª fase, pero ocupaba el último lugar (10º) al comienzo de la 2ª fase. En los octavos de final play-offs de ascenso Pro B, el equipo derrotó contra todo pronóstico por 2-1 al Basket Club d'Orchies, para lugar vencer en cuartos de final también por 2-1 al Toulouse Basket Club, que había tumbado al favorito, el C' Chartres Basket Masculin. El CBC finalmente fue eliminado en semifinales por 2-1 por el equipo revelación de la temporada, el AS Loon Plage Basket, que acabó ganando los play-offs de ascenso Pro B.

### Regreso a la Pro B
Desde el inicio de la temporada 2023-2024 , el CBC mostró sus ambiciones de ascenso, ya que contaba con una de las plantillas más largas del campeonato, aunque tuvo dificultades para encadenar victorias, ya que a finales de diciembre llevaba un balance de 10 victorias y 7 derrotas. Mermados por las lesiones de Yanik Blanc y Alexis Thomas, el CBC fichó a Malela Mutuale y Marc-Eddy Norelia, lo que le permitió entrar en dinámica positiva y remontar puestos en la clasificación, ya que terminaron la 1ª fase en 2.º lugar (1 victoria por detrás de Hyères Toulon Var Basket). En esta 1º fase hubo asistencia récord en el remodelado Palais des sports de Caen con una media de 4.016 espectadores (96 % de ocupación), es decir, la 9ª máxima asistencia de todas las divisiones del baloncesto francés. Con un average favorable, el CBC inició la 2ª fase con dos victorias. Muy sólido en casa (22 partidos ganados de 25 en toda la temporada), el equipo es más débil fuera (10 partidos ganados de 22 en toda la temporada), pero aun así se llevó la victoria de dos pistas difíciles como Chartres y Loon-Plage. A dos jornadas del final de la 2ª fase, el CBC iba 1º pero no podía contar con Marc-Eddy Norelia y Yann Siegwarth, ambos lesionados. Dos derrotas consecutivas del equipo coronaron al Hyères Toulon Var Basket como campeón de la NM1. El CBCacabó 4º y tuvo que disputar los play-offs de ascenso Pro B. Marcado por la oportunidad perdida, el equipo dirigido por Stéphane Eberlin se hundió en Le Havre, perdiendo por 57-81, pero se recuperó y ganó los dos partidos en casa, eliminando de esta manera en octavos de final al STB Le Havre. En cuartos de final eliminó al Tours Métropole Basket por 2-0 y en semifinales al Mulhouse Basket Agglomération por 2-1, llegando a la final con el factor cancha a favor. La final contra el Saint-Vallier Basket Drôme fue muy igualada; el primer partido fuera de casa lo ganó el CBC por 68-77, pero el siguiente partido en el Palais des sports de Caen se lo llevó el SVBD por 84-87 tras una prórroga. En el partido decisivo, disputado el 16 de junio de 2024 en Caen se vio un claro dominio del CBC durante los tres primeros cuartos, pero el SVBD es un equipo muy experimentado y empató el marcador a falta de 30 segundos para el final del partido. Un tiro libre de Bali Coulibaly le dio la victoria al CBC por 70-69, lo que significó el regreso del equipo a la Pro B tras 5 años de ausencia.
El CBC ha estado durante 31 temporadas en la élite del baloncesto francés, con un balance de 355 victorias, 18 empates y 357 derrotas en 730 partidos. Durante ese período, tuvieron diferentes nombres como: Stade Malherbe Caennais, Caen CBN, Caen BC y Horses de Caen.

## Trayectoria
| Temporada | Nivel | Liga  | Pos.          | Resultado          | Copa de Francia |
| --------- | ----- | ----- | ------------- | ------------------ | --------------- |
| 2008–09   | 4     | NM2   | 5º (Grupo C)  | -                  | -               |
| 2009–10   | 4     | NM2   | 3º (Grupo C)  | -                  | -               |
| 2010–11   | 4     | NM2   | 12º (Grupo C) | -                  | -               |
| 2011–12   | 4     | NM2   | 6º (Grupo C)  | -                  | -               |
| 2012–13   | 4     | NM2   | 4º (Grupo C)  | -                  | -               |
| 2013–14   | 4     | NM2   | 1º Grupo C    | Cuartos de final   | -               |
| 2014–15   | 4     | NM2   | 1º Grupo C    | Ascensocampeones   | -               |
| 2015–16   | 3     | NM1   | 6º            | Semifinales        | 32avos de final |
| 2016–17   | 3     | NM1   | 1º            | Ascenso            | 32avos de final |
| 2017–18   | 2     | Pro B | 14º           | -                  | 32avos de final |
| 2018–19   | 2     | Pro B | 17º           | Descenso           | 16avos de final |
| 2019–20*  | 3     | NM1   | 5º (Grupo A)  | -                  | 32avos de final |
| 2020–21   | 3     | NM1   | 2º (Grupo B)  | Anulados           | 64avos de final |
| 2021–22   | 3     | NM1   | 2º (Grupo B)  | Semifinales        | 64avos de final |
| 2022–23   | 3     | NM1   | 2º (Grupo B)  | Semifinales        | 64avos de final |
| 2023–24   | 3     | NM1   | 2º (Grupo B)  | Campeonesplay-offs | 64avos de final |

*La temporada fue cancelada debido a la pandemia del coronavirus.

## Caen Basket Calvados en competiciones europeas
Copa Korać 1971-72
| Cuartos de final | Caen BC | Lokomotiva | 83-109 | 103-87 |  |

Copa Korać 1974-75
| 2ª Ronda | Partizan | Caen BC | 100-79 | 90-87 |  |

Copa Korać 1975-76
| 1ª Ronda | Bavi Astroturf | Caen BC             | 82-73 | 92-67 |  |
| 2ª Ronda | Caen BC        | Chinamartini Torino | 79-54 | 90-60 |  |

Copa Korać 1976-77
| 2ª Ronda       | Caen BC            | Hagen            | 114-69 | 103-96 |  |
| Fase de grupos | Caen BC            | Hapoel Ramat Gan | 121-78 | 87-93  |  |
| Fase de grupos | IBP Stella Azzurra | Caen BC          | 90-87  | 73-75  |  |

Recopa de Europa 1977-78
| 2ª Ronda       | Partizani        | Caen BC           | 91-97  | 95-74  |  |
| Fase de grupos | Gabetti Cantù    | Caen BC           | 89-82  | 101-91 |  |
| Fase de grupos | Kvarner          | Caen BC           | 100-93 | 92-79  |  |
| Fase de grupos | Caen BC          | Falcon Jeans EBBC | 98-87  | 89-91  |  |
| Semifinales    | Sinudyne Bologna | Caen BC           | 98-78  | 86-80  |  |

Copa Korać 1978-79
| 2ª Ronda       | Caen BC         | Areslux Granollers | 116-82 | 78-87 |  |
| Fase de grupos | Slavia VŠ Praha | Caen BC            | 75-89  | 75-54 |  |
| Fase de grupos | Caen BC         | Jugoplastika       | 81-75  | 96-75 |  |
| Fase de grupos | Caen BC         | Éveil Monceau      | 100-71 | 92-83 |  |

Recopa de Europa 1979-80
| 1ª Ronda       | KR            | Caen BC       | 84-104 | 88-74   |  |
| 2ª Ronda       | KFUM Uppsala  | Caen BC       | 73-86  | 82-85   |  |
| Fase de grupos | Parker Leiden | Caen BC       | 106-77 | 81-92   |  |
| Fase de grupos | Gabetti Cantù | Caen BC       | 96-81  | 107-112 |  |
| Fase de grupos | Caen BC       | Panathinaikos | 84-82  | 107-84  |  |

Copa Korać 1980-81
| 2ª Ronda | Caen BC | Partizan | 83-84 | 98-78 |  |

## Palmarés

### Liga
- Nationale 1A

-   -  Campeones (2): 1977, 1979

-   - Terceros (1): 1960

- Nationale 2

-   -  Campeones (2): 1965, 1970

- NM1

-   -  Campeones (1): 2017
  -  Campeones Play-Offs (1): 2024

- NM2

-   -  Campeones (1): 2015

- NM3

-   -  Campeones (1): 1999

### Internacional
- Recopa de Europa

-   - Terceros (1): 1978

## Entrenadores
| - 1959-1974 : C.Desseaux, H.Villecourt, M.Rebuffic, G.Hurtel, Gérard Bosc, C.Tassin, José Antonio Gasca - 1974-1976 : Ðorđe Andrijašević - 1976-1981 : Jean Galle - 1981-1984 : L.King - 1984-1985 : Z.Felski - 1985-1986 : Jacky Lamothe – C.Brun - 1986-1987 : Ðorđe Andrijašević - 1987-1988 : Thierry Dubois - 1989-1990 : Abdou N'Diaye - 1990-1994 : Richard Billant - 1994-1995 : Reed Monson - 1995-1997 : Bernard Moronval | - 1997-1999 : Didier Godefroy - 1999-2005 : Eric Fleury - 2005-2006 : Jean-Marc Bouthors - 2006-2007 : Patrick Haquet - 2007-2008 : Dominique Guéret - 2008-2013 : Fabrice Calmon - 2013-2018 : Hervé Coudray - 2018-enero 2019 : Antoine Michon - enero 2019-2022 : Fabrice Courcier - 2022- : Stéphane Eberlin |

## Jugadores destacados
| - Soriah Bangura (2019-2020) - Nicolas Batum (2001-2003) - Yanik Blanc (2022-2024) - Victor Boistol (1975-1979) - Olivier Bourgain (1995-1996) - Rachid Chougar - Gaëtan Clerc (2018-2020) - Vincent Collet (1985-1986) - Thomas Cornely (2016-2018) - Franck Debergue - Didier Dobbels (1976-1981) - Frédéric Forte (1986-1988) - Jean Galle (1976-1981) - Pierre Galle (1977-1979) - Jacky Lamothe (1982-1986) | - Étienne Plateau (2014-2017) - Yann Siegwarth (2015-2026, 2023-) - Florian Thibedore (2019-2023) - Charles Tassin (1969-1975) - Saint-Ange Vebobe (1985-1986) - Yves-Marie Vérove (1975-1979) - Justas Sinica (2017) - Martins Igbanu (2022) - Abdou N'Diaye (1987-1989) - Slobodan Ocokoljić (2013-2015) - James Banks (1994-1995) - Kevin Bracy-Davis (2021-2022) - Jerrold Brooks (2018-2019) - Ian Caskill (2013-2016) - Bill Clark (2015-2016) - Wendell Davis (2023-) - Grant Gondrezick (1987-1988) | - Richie Gordon (2016-2017) - Tyere Marshall (2022-2023) - Marvin Phillips (2015-2016) - Dan Sadlier - Gregg Thondique (2017-2018) - Jordan Tolbert (2018-2019) - Demond Watt (2022) - Jarvis Williams (2017-2018) - / Camille Eleka (2006-2007, 2013-2017) - / Fabien Ateba (2015-2016) - / Carl Ona-Embo (2019, 2021-2024) - / Moustapha Diarra (2016-2017) - / David Ramseier (2017-2019) - / Bryson Pope (2014-2023) - / Marc-Eddy Norelia (2018-2019, 2024-) - / Norville Carey (2020-2021) - / Joel Awich (2022-2023) - / Jeremiah Mordi (2020-2021) | - / Philippe da Silva (2014-2016) - / Nemanja Ćalasan (2015-2016) - / B.J. Monteiro (2016-2019) - / Maurice Acker (2019-2020) - / Ken Dancy (1984-1985) - / Bob Riley (1971-1981) - / Will Hanley (2019) - / Brynton Lemar (2018) |